# Reginald Southey a kostry
Reginald Southey a kostry (anglicky: Reginald Southey and Skeletons) je inscenovaná fotografie anglického spisovatele a fotografa Lewise Carrolla (Charles Lutwidge Dodgson, 1832–1898), která zobrazuje mezi kostlivci průkopníka fotografie, lékaře a přítele spisovatele Reginalda Southeye.

## Historie
V katalogu všech fotografií od Lewise Carrolla je fotografie zapsána pod číslem 0221. Byla pořízena v červnu 1857 v Carrollově fotoateliéru v Chrámu Krista v Oxfordu. Velikost 166×137 milimetrů. V současnosti (2021) je fotografie ve sbírce National Media Museum, Bradford (ve stálé expozici muzea).
Fotografie byla pořízena technikou mokrého kolodiového procesu a vytisknuta na albuminový papír. Southey je zobrazen stojící vedle lebek a koster člověka a opice z Oxfordské anatomické kanceláře. V albu A (I), které je ve sbírce na Princetonské univerzitě, fotograf přidal úvodní řádky z básně Alfreda Tennysona Vize hříchu na stránku, kde se fotografie dříve nacházela: (You are bones, and what of that? / Every face, however full, / Padded round with flesh or fat / Is but modell’d on a skull)). Tvůrci katalogu Carrollova díla naznačují, že tento snímek byl pořízen k oslavě Southeyovy promoce s vyznamenáním za vědu v červnu 1857.
Fotografie byla opakovaně vystavována na výstavách, zejména na výstavě The Other Side of the Lens: Lewis Carroll and the Art of Photography during the 19th Century v Horní knihovně Kristovy katedrály v Oxfordu a je uvedena také v jejím katalogu, jak je zmiňováno v některých článcích a monografiích.

## Syžet a hodnocení fotografie
V Oxfordu se předpokládá, že Carroll a Southey spolupracovali na „anatomických“ fotografiích v Oxford Anatomy Office. Fotografovali kostry ryb a zvířat, které vyvrcholily obrazem Southeyho stojícího vedle koster a lebek člověka a opice. Novinář pro noviny Independent popisuje své dojmy v článku o fotografii z aktuální výstavy viktoriánských portrétů v Národním muzeu fotografie, filmu a televize v Bradfordu:
Mladý a reprezentativní viktoriánský gentleman ve fraku stojí, přátelsky (a pokud ne dokonce s láskou) objímá kostru. Pokud neberete v úvahu oblečení a tělo toho, kdo stojí vlevo, pak se ukázalo, že jsou téměř stejné výšky a stojí ve stejné poloze při pohledu doprava. Existuje podivný dojem (buď hrozný nebo zábavný), že gentleman prokazuje - v doslovném smyslu slova - své vlastní kosti, jako na diagramu v anatomických učebnicích. Na stole vedle této podivné dvojice je několik lebek, stejně jako kompletní kostra malého primáta, nějakého druhu opice nebo šimpanze s obrovskými děsivými očními důlky. Vše je divnější a divnější... 
Děmurova Н., М. Льюис Кэрролл
Tato Carrollova fotografie byla prohlášena za nejlepší na výstavě – byla uznána jako „prakticky jediná, vyrobená se smyslem pro humor, i když velmi zvláštním“. Snímek byl pořízen v roce 1857, dva roky před vydáním knihy Charlese Darwina O původu druhů. Zprávy o knize však již byly zveřejněny v tisku a o jejím obsahu se živě diskutovalo dlouho před vydáním. Kromě toho se i o samotné myšlence diskutovalo před desítkami let, nejznámější byly názory Jamese Burnetta.
Vědci o spisovatelově kreativitě poznamenávají, že Carroll „důvěrně znal“ některé kostry z Oxfordského anatomického úřadu. Kostra tuňáka se například objevuje na dvou spisovatelových fotografiích, včetně jeho fotografie Henryho Ecklinga, univerzitního profesora medicíny (kterému formálně patřil a který jej poskytl z expozice), pořízený spisovatelem krátce před fotografií Reginald Southy a kostry.

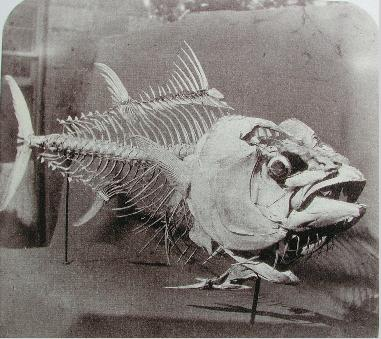
Lewis Carroll: Kostra tuňáka obecného chyceného poblíž Madeiry v roce 1857
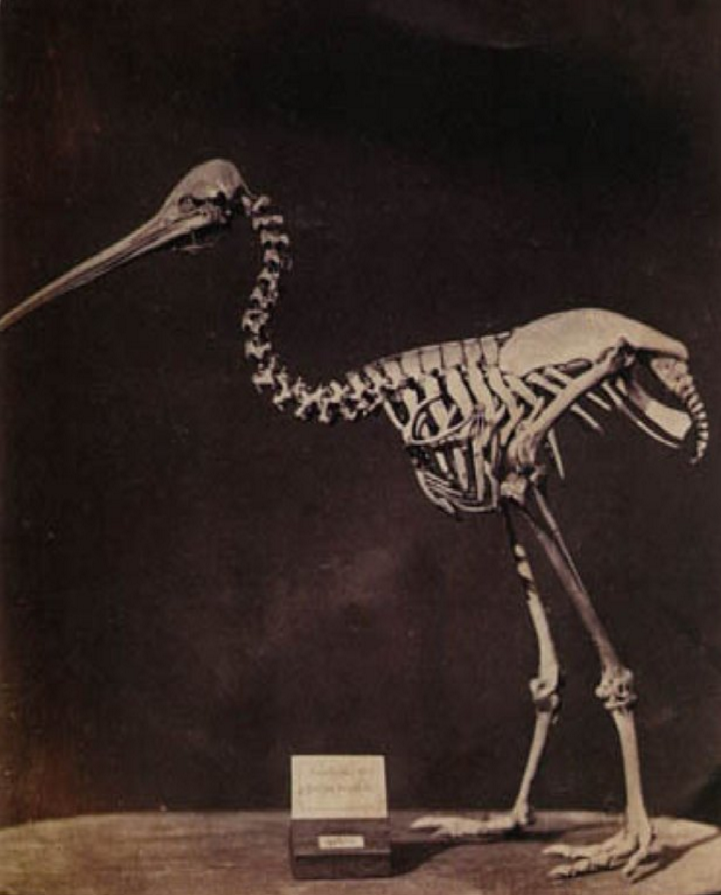
Lewis Carroll: kivi jižní, 1857
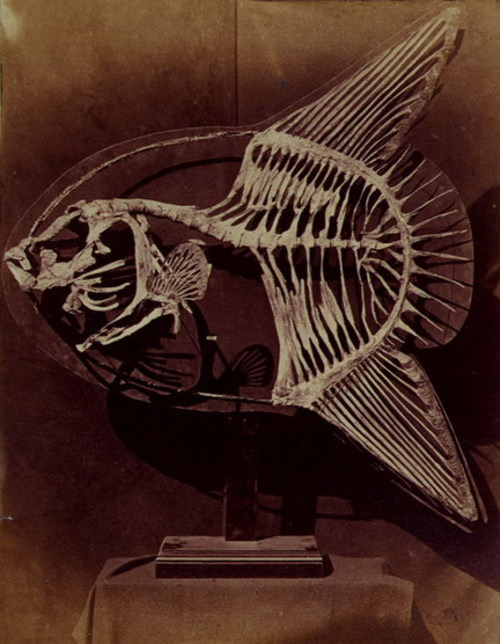
Lewis Carroll: Kostra měsíčníka svítivého, 1857
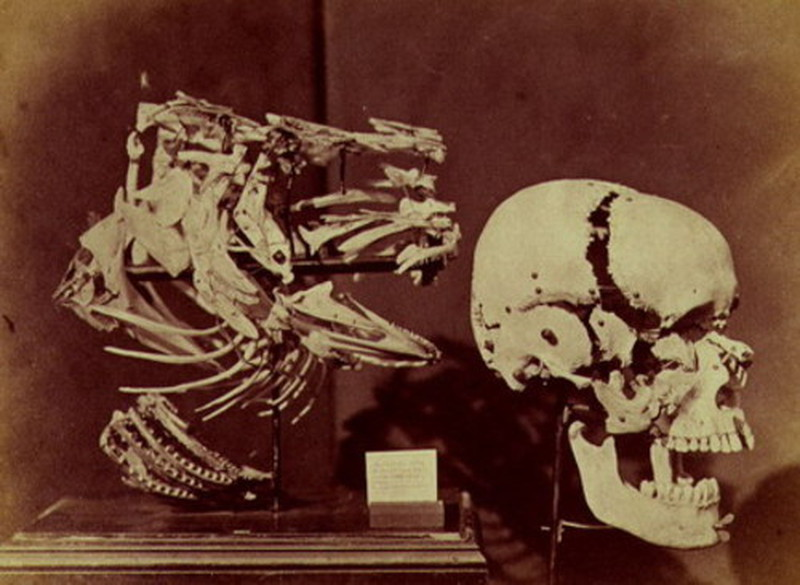
Lewis Carroll: Treska, ramenní pletenec a lidská lebka, 1857

## Reginald Southey – Carrollův fotomodel, kamarád a mentor ve fotografii

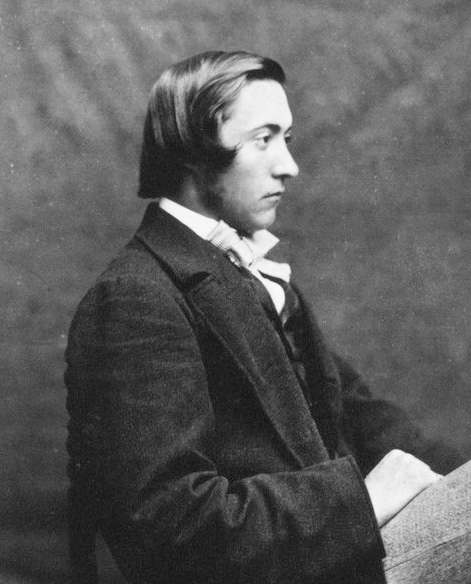
Lewis Carroll: Reginald Southey, 1860

Reginald Southey (1835–1899) a Lewis Carroll se setkali v padesátých letech v Oxfordu, kde Dodgson učil matematiku od roku 1855 a Southey studoval přírodní vědy. Získal bakalářský titul v roce 1855 a magisterský titul v roce 1857. V letech 1859–1861 studoval Southey v Londýně a Oxfordu, kde získal titul: magisterský titul v červnu 1860 a doktor Medicinæ v roce 1861. Southey byl synovcem romantického básníka Roberta Southeye a pátým synem zdravotníka Henryho Herberta Southeyho. Po absolutoriu hodně cestoval a pracoval pro Commissioners in Lunacy (komise forenzních psychiatrických odborníků) od roku 1883 do roku 1898. Přednášel na prestižních Goulstonian Lectures, Royal College of Medicine, London v roce 1867. Southey se v roce 1864 oženil s Frances Marianne Thorntonovou a měli spolu čtyři děti.
Southey začal fotografovat kolem roku 1853, pravděpodobně díky Hugh Welchi Diamondovi, který byl prvním tajemníkem Královské fotografické společnosti. Když si Carroll kupoval novou fotografickou kameru, vzal si s sebou Reginalda Southeye jako společníka, který již kameru měl, a proto působil jako konzultant. Pod vedením Southeyho spisovatel pořídil první fotografie a brzy ho nová zájmová činnost unesla natolik, že jí začal věnovat veškerý svůj volný čas.
Komunikace mezi Carrollem a Southeym je podrobně zaznamenána v denících spisovatele z let 1855 až 1857. Dne 1. března 1855 se Carroll šel podívat na nové fotografie, které Southey pořídil, a označil jednu z nich ve svém deníku jako „nejlepší amatérský pokus, jaký jsem kdy viděl“. Carroll mnohokrát fotografoval Southeyho a Southey natáčel Carrolla, společně pořizovali snímky společných známých a pracovali na vytváření pozitiv. Carroll do svých deníků napsal, že Southey, který dobře znal chemii, mu pomohl na tomto procesu pracovat. Southey někdy Carrollovi doporučil jeho vlastní modely. Poradil tedy spisovateli, aby se seznámil s Henry Aclandem, pozdějším profesorem medicíny, který měl „krásnou rodinu“ se šesti dětmi, které mohl fotografovat. Na jaře 1857 Southey navštívil ostrov Wight, kde fotografoval děti Julie Margarety Cameronové a Alfreda Tennysona. Tennyson osobně napsal Southeyovi dopis, ve kterém mu děkoval za fotografie jeho dětí. Fotografie Southie se vyznačují makrosnímky, s výjimkou detailů pozadí a menších objektů. Cameronová, jak naznačují vědecké práce, získala své první lekce fotografie od Southeyho.
V přítomnosti Southeyho se Carroll poprvé setkal se svou budoucí múzou. Dne 25. dubna 1856 se spolu s Southeyem pokusili vyfotografovat katedrálu Nejsvětější Trojice z rektorovy zahrady, kde si tehdy hrály tři dcery Henryho Liddella. Tehdy se Carroll poprvé setkal s Alicí Liddellovou. Spolupracoval také se Southeym na fotografiích Liddellových dcer a o měsíc později pozval Dodgson Southeyho do Londýna, aby vyjádřil „svůj názor na negativy“ těchto fotografií. Pozval Dodgsona, aby se k němu připojil během operace v nemocnici svatého Bartoloměje, kde chirurg musel amputovat nohu pacienta pomocí tehdy málo známého chloroformu. Následujícího dne Dodgson navštívil Southeyův dům, aby viděl jeho nové fotografie a některé z jeho nedávných nechal na nadcházející každoroční výstavu Fotografické společnosti v Londýně. Southey se mezi svými současníky proslavil jako vynálezce Southeyovy kanyly nebo tuby, což je typ trokaru, který se používá k vypouštění edému končetin.

## Galerie

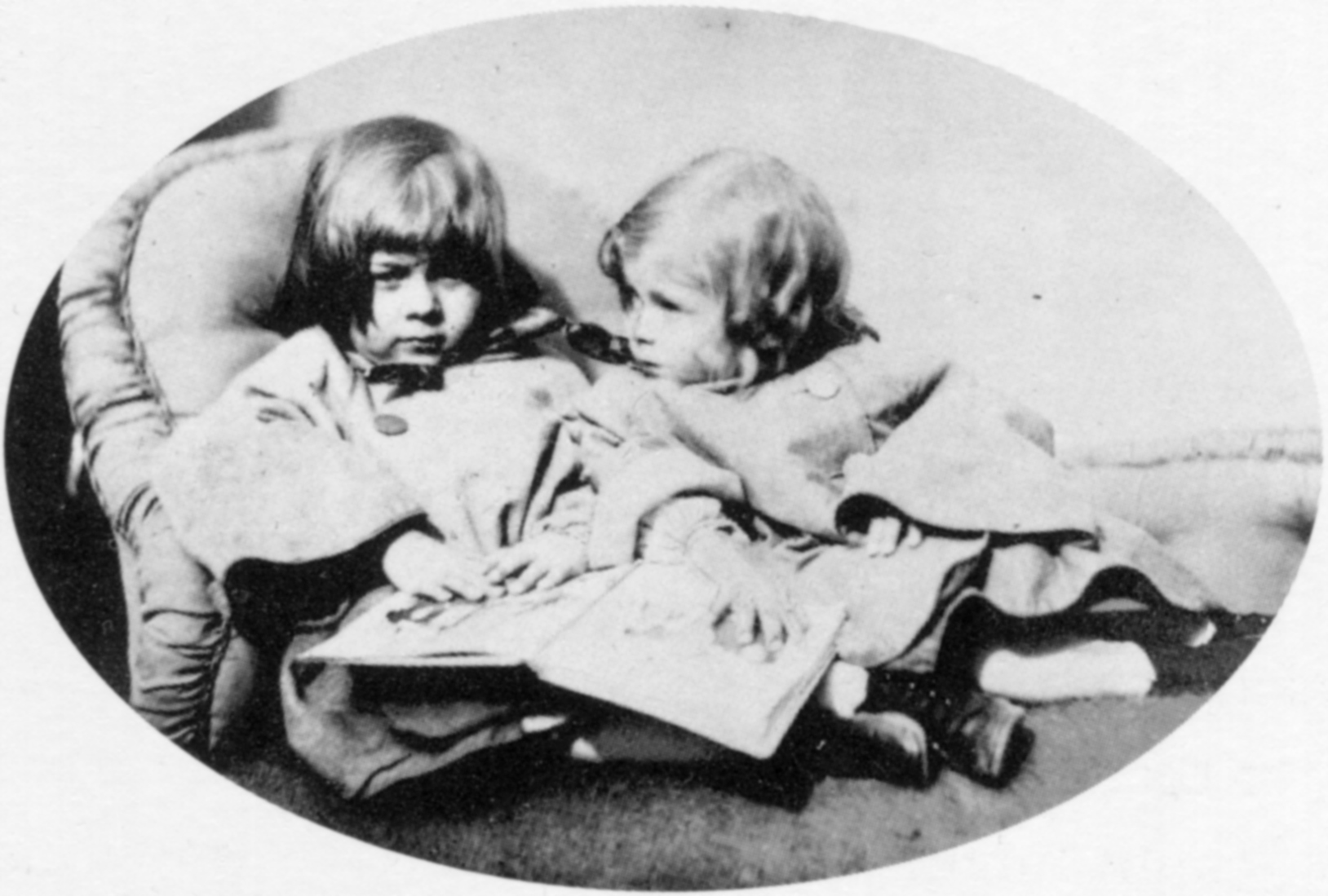
Reginald Southey: Synové Alfreda Tennysona, 1857
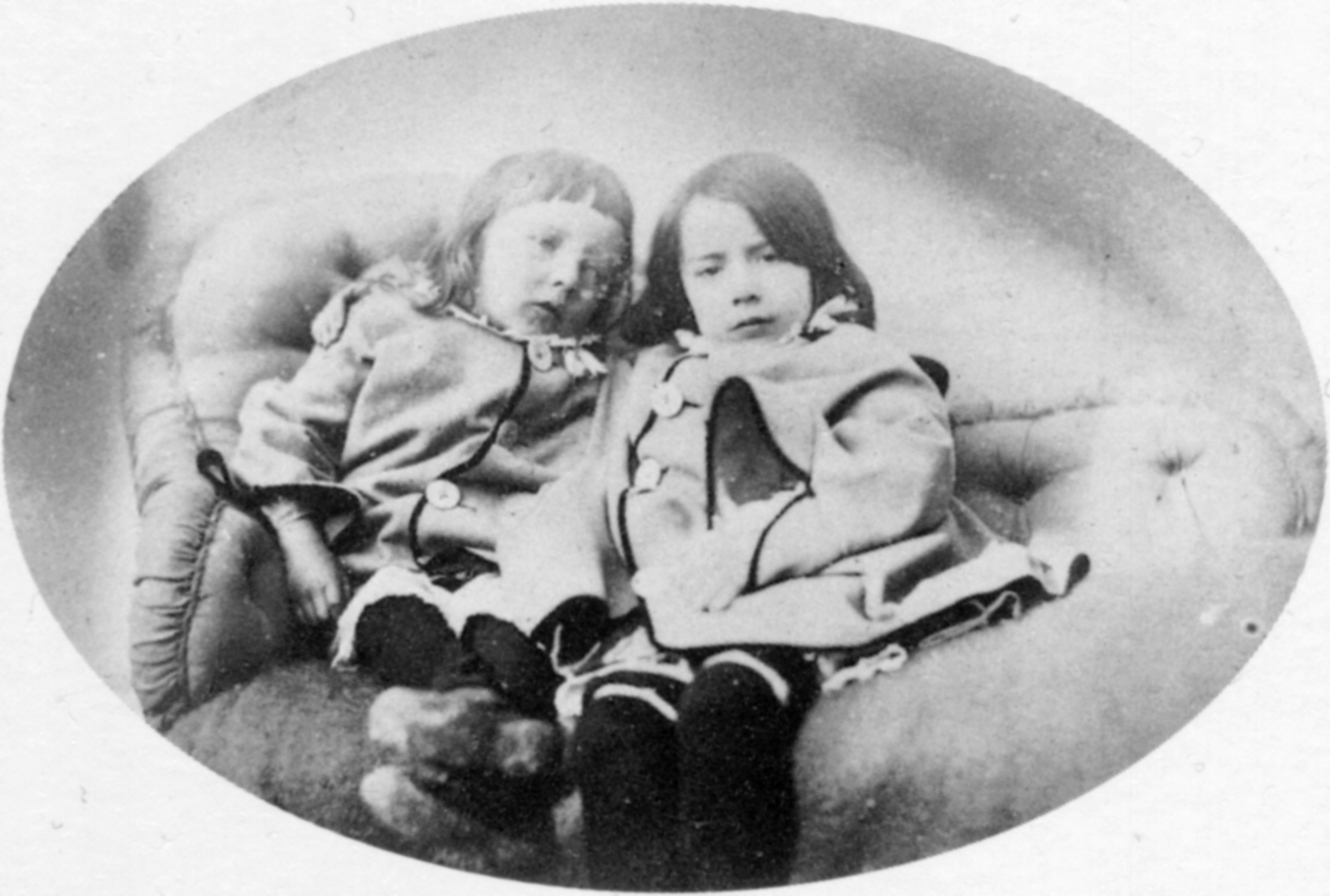
Reginald Southey: Charles a Harry, synové Julie Cameronové, 1857
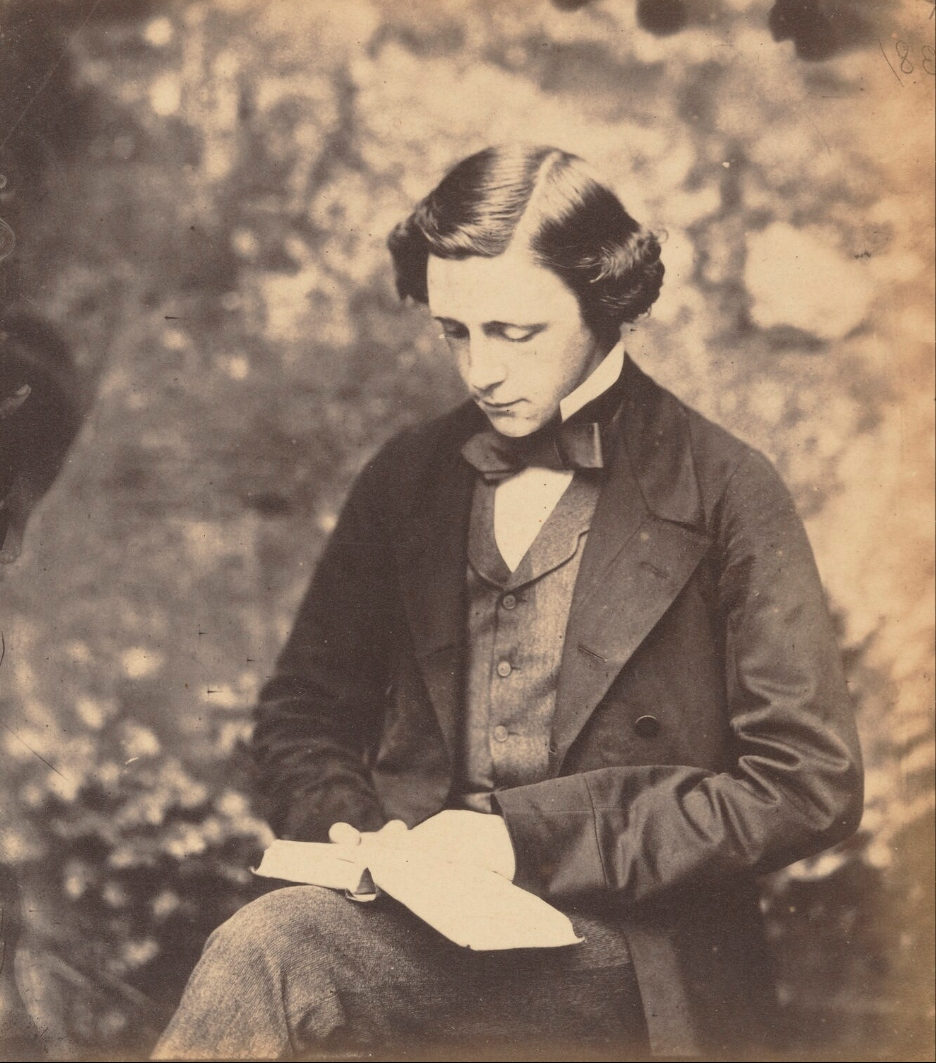
Lewis Carroll: Reginald Southey, 1856